# Sam Steiger

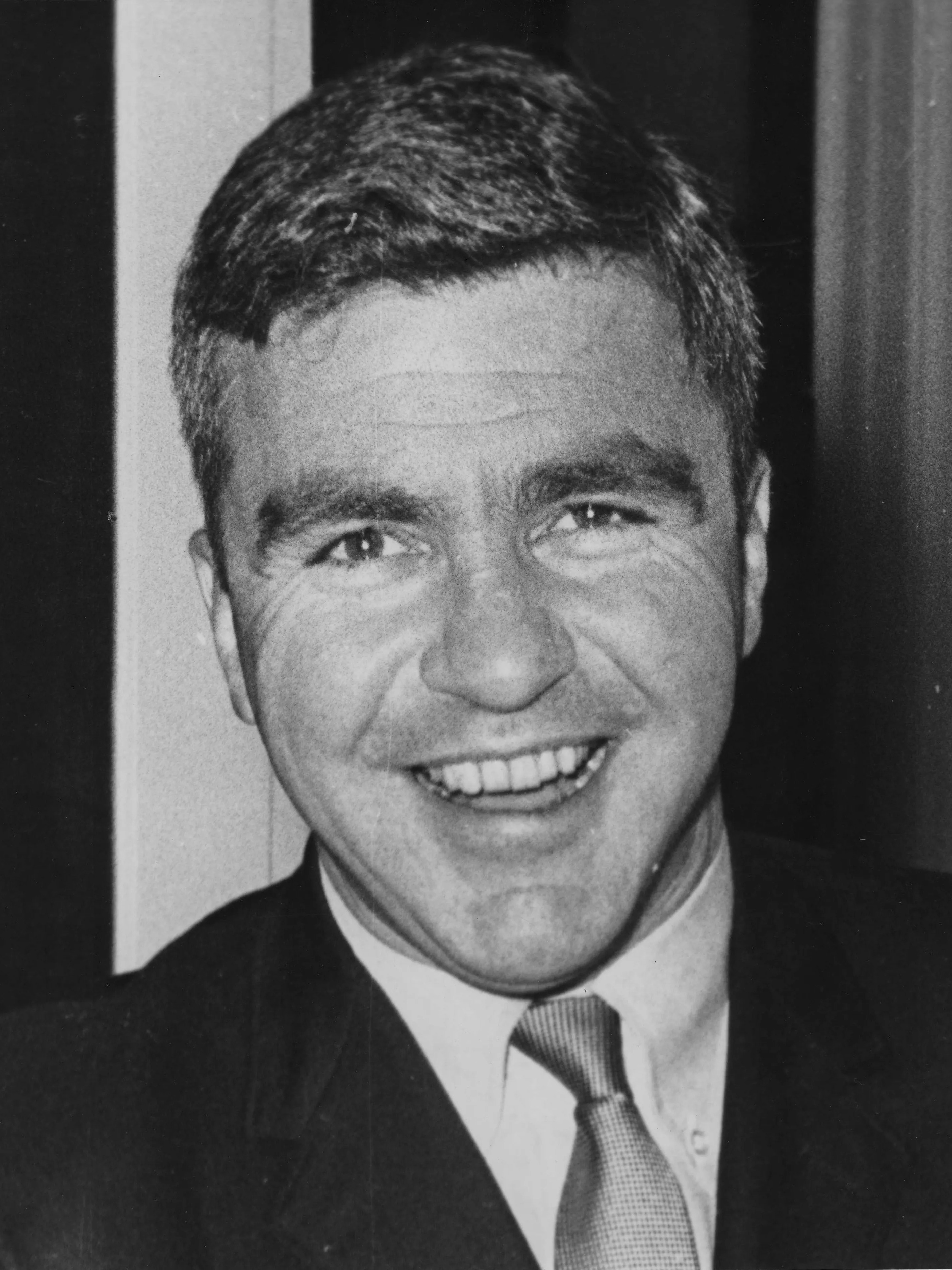
Sam Steiger, 1973

Sam Steiger (* 10. März 1929 in New York City; † 26. September 2012 in Prescott, Arizona) war ein US-amerikanischer Politiker (Republikanische Partei). Zwischen 1967 und 1977 vertrat er den dritten Wahlbezirk des Bundesstaates Arizona im US-Repräsentantenhaus.

## Frühe Jahre
Sam Steiger besuchte die öffentlichen Schulen in New York City und danach die Cornell University in Ithaca sowie die A&M University in Fort Collins (Colorado). Nach seiner Studienzeit war er während des Koreakriegs Offizier in einer Panzereinheit der US Army. Für seine Verdienste erhielt er einige hohe militärische Auszeichnungen.
Nach dem Ende des Kriegs ließ sich Steiger in Prescott nieder. Dort wurde er Vieh- und Pferdezüchter.

## Politische Laufbahn
Zwischen 1960 und 1964 war Sam Steiger Abgeordneter im Repräsentantenhaus von Arizona. Im Jahr 1964 kandidierte er erfolglos für den Kongress. 1965 war er für zwei lokale Zeitungen als Kriegsberichterstatter vom Vietnamkrieg tätig. Bei den Kongresswahlen des Jahres 1966 wurde er im dritten Wahlbezirk von Arizona gegen Amtsinhaber George F. Senner in das US-Repräsentantenhaus in Washington, D.C. gewählt. Nach einigen Wiederwahlen konnte er dieses Mandat zwischen dem 3. Januar 1967 und dem 3. Januar 1977 ausüben.
Bekannt wurde er auch, als er im August 1975 eigenhändig zwei Packesel erschoss, die zuvor mit anderen Tieren ausgebrochen waren. Als sich Steiger die Brandzeichen der zwischenzeitlich wieder eingefangenen Tiere zwecks Halterermittlung anschauen wollte, fühlte er sich von zwei Tieren bedroht und erschoss sie kurzerhand. Damit machte er landesweit Schlagzeilen. Im Jahr 1976 verzichtete Steiger auf eine erneute Kandidatur für das US-Repräsentantenhaus. Dafür bewarb er sich erfolglos um einen Sitz im US-Senat. 1982 kandidierte er als Kandidat der Libertarian Party erfolglos für das Amt des Gouverneurs von Arizona. Später kehrte er zu den Republikanern zurück.
In den Jahren 1987 und 1988 arbeitete Steiger für Gouverneur Evan Mecham. Zwischenzeitlich geriet er unter den Verdacht krimineller Aktivitäten und wurde in erster Instanz zu einer Bewährungsstrafe verurteilt, die aber in der Berufung aufgehoben wurde. Im Jahr 1990 scheiterte er in den republikanischen Vorwahlen zur Gouverneurswahl in Arizona. Zwischen 1999 und 2001 war er Bürgermeister der Stadt Prescott, wo er auch seinen Lebensabend verbrachte. Im September 2002 erlitt er einen Schlaganfall. Sam Steiger war zweimal geschieden und hatte drei Kinder aus seiner ersten Ehe.